# Mário Soares
Mário Soares, all'anagrafe Mário Alberto Nobre Lopes Soares (IPA: [ˈmaɾiu awˈβɛɾtu ˈnɔβɾɨ ˈlɔpɨʃ suˈaɾɨʃ]) (Lisbona, 7 dicembre 1924 – Lisbona, 7 gennaio 2017), è stato un politico portoghese, appartenente al Partito Socialista, 17º presidente del Portogallo dal 1986 al 1996, per due mandati consecutivi.
Esiliato in Francia, si unì ai ranghi dell'Azione socialista portoghese, che divenne il Partito Socialista, nel quale emerse come uno dei principali dirigenti. Tornò in patria dopo la Rivoluzione dei garofani nel 1974 e fu nominato ministro del governo provvisorio.
Nominato ministro degli affari esteri nel 1974, lasciò il governo l'anno successivo; in seguito alla vittoria socialista nelle elezioni legislative del 1976, venne nominato Primo ministro; il disaccordo tra i componenti della sua coalizione lo costrinse a dimettersi nel 1978.
Con una larga maggioranza parlamentare risultante dalle elezioni legislative del 1983, Soares ritornò in carica come Primo Ministro; il suo governo riuscì a negoziare l'ingresso del Portogallo nella Comunità economica europea. Nel 1985 la maggioranza uscente venne sconfitta dall'opposizione di centro-destra nelle elezioni parlamentari e fu il conservatore Aníbal Cavaco Silva a succedergli.
Alle elezioni del 1986 Mário Soares fu eletto presidente della Repubblica portoghese, sconfiggendo il conservatore Diogo Freitas do Amaral. Rieletto alle elezioni del 1991, non poté competere per un terzo mandato consecutivo e lasciò la carica nel 1996.
Candidato del Partito Socialista alle elezioni presidenziali del 2006, fu chiaramente superato dal dissidente socialista Manuel Alegre e dall'ex primo ministro conservatore Aníbal Cavaco Silva, che vinse al primo turno.

## Biografia

### Origini e contesto famigliare
Nato al numero 153 di Rua Gomes Freire, nella parrocchia estinta di Coração de Jesus, nella città di Lisbona, Mário Soares era il secondo figlio dell'insegnante ed ex prete João Lopes Soares, originario di Leiria, e di Elisa Nobre Baptista, proprietaria di una pensione a Rua Ivens, nativa di Santarém.
Quando nacque, il padre e la madre avevano già figli da precedenti relazioni: Tertulliano, che aveva già 18 anni, era figlio di João Lopes Soares e di un'altra donna e Cândido, 17 anni, era figlio di Elisa Baptista, avuto da un precedente matrimonio.
A causa degli obblighi ecclesiastici di João Soares, i genitori si sposarono solo il 5 settembre 1934, quando Mário Soares aveva quasi 10 anni. Il matrimonio avvenne al 7° Registro Civile di Lisbona, in quanto la situazione del marito, ex prete, e della moglie, divorziata, impediva un matrimonio cattolico. Tuttavia, fino alla fine della sua vita e nonostante il contenzioso con la Santa Sede per sollevarlo dal suo stato di chierico, João Lopes Soares mantenne sempre la sua fede cattolica.

### Studi e attività sotto il regime
Mário Soares studiò all'Università di Lisbona e conseguì nel 1951 la laurea in Lettere e Filosofia e nel 1957 la laurea in Giurisprudenza. Fin da quando era studente universitario manifestò la sua opposizione alla dittatura di Salazar. Divenuto docente universitario, avvocato, difensore di prigionieri politici, fu più volte arrestato e incarcerato.
Nel 1964, insieme ad altri oppositori al regime, fondò il Movimento di azione socialista. Fu espulso due volte dal paese, nel 1968 e nel 1970. Tornò in patria nel 1974, alla caduta della dittatura dopo la Rivoluzione dei garofani. Alla guida del Partito Socialista vinse le elezioni legislative del 1976, conquistando la maggioranza relativa.

### Vita privata
Sposato dal 22 febbraio 1949 con Maria Barroso, Mário Soares era il padre di João Barroso Soares e Isabel Barroso Soares. Era anche lo zio paterno, per affinità, del cronista ed ex deputato e segretario di stato Alfredo Barroso e zio materno, per affinità, del regista Mário Barroso (chiamato Mário Alberto in suo onore e per essere stato il suo padrino), del medico-chirurgo Eduardo Barroso e del ballerino Graça Barroso.

## Attività politica

### Percorso politico prima del 25 aprile 1974
Mário Soares fece il suo ingresso in politica all'interno della famiglia, nella tradizione dell'opposizione repubblicana.
Suo padre, João Lopes Soares, era un repubblicano già condannato e ricoprì varie cariche dopo la fondazione della Repubblica: fu governatore civile di Guarda, Braga e Santarém e deputato all'Assemblea della Repubblica per dieci anni, tra il 1916 e il 1926, quando il colpo di stato militare diede origine alla dittatura. Prima, nel 1919, era stato brevemente Ministro delle Colonie. Nell'agosto del 1930, quando Soares aveva cinque anni, il padre fu deportato nelle Azzorre.
Nel 1964 fondò, insieme a Manuel Tito de Morais e Francisco Ramos, l'organizzazione politica Azione Socialista Portoghese.
L'attività politica di Mário Soares lo avrebbe portato 12 volte nelle prigioni sotterranee. Fu arrestato quando si sposò, sebbene fosse iscritto al 3° Registro Civile di Lisbona, il 22 febbraio 1949, con l'attrice Maria Barroso.

### Primo ministro

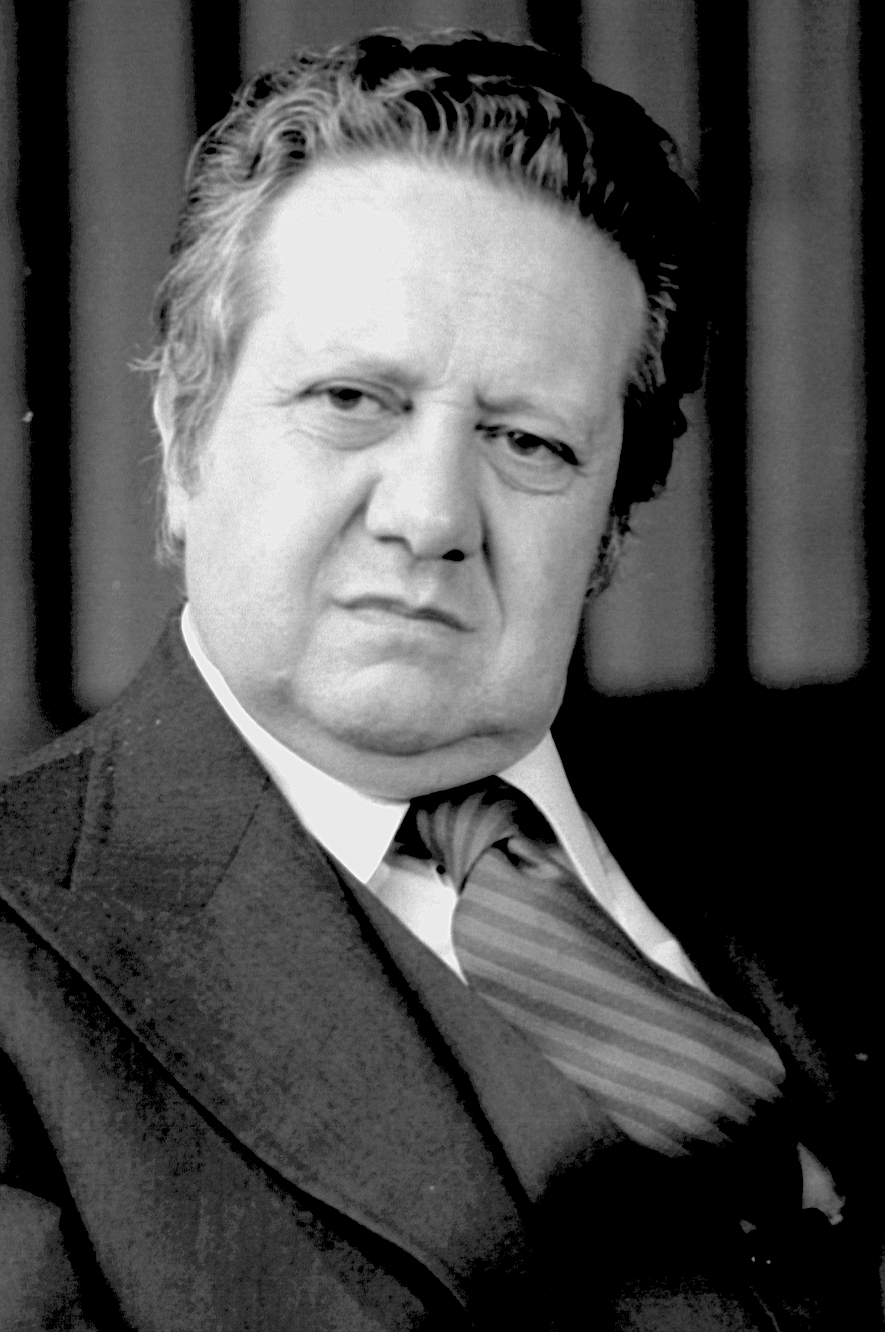
Mário Soares nel 1978

Soares fu per due volte Primo ministro del suo paese, dal 1976 al 1978 e dal 1983 al 1985.
Le elezioni legislative del 1976 diedero ai socialisti la maggioranza relativa dei seggi nella nuova assemblea della Repubblica e Soares divenne primo ministro. La profonda ostilità tra socialisti e comunisti rese impossibile un governo a maggioranza di sinistra e Soares formò un governo di minoranza debole. I vasti deficit di conti fiscali e valutari generati dai precedenti governi costrinsero Soares ad adottare una rigida politica di austerità, che lo rese profondamente impopolare. Soares dovette dimettersi dall'incarico dopo soli due anni, nel 1978.
L'ondata di sentimenti di sinistra che seguì la rivoluzione del 1974 si era ormai dissipata e una serie di governi conservatori rimasero in carica fino al 1983, con il Partito socialista di Soares sconfitto nelle elezioni anticipate del 1979 e nelle elezioni del 1980. Soares divenne di nuovo primo ministro a seguito delle elezioni del 1983, in carica fino alla fine del 1985. Il suo principale risultato fu quello di negoziare l'ingresso del Portogallo nella Comunità economica europea. A quel tempo, il Portogallo era molto cauto nell'integrarsi nella CEE, e Soares quasi da solo trasformò l'opinione pubblica in giro.

### Presidente della Repubblica

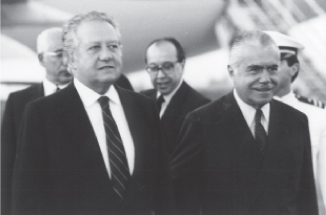
Mário Soares con l'allora presidente brasiliano José Sarney (a destra), nel 1988

Il 10 marzo 1986 è stato eletto Presidente della Repubblica, ruolo che ha ricoperto (grazie alla vittoria alle successive elezioni del 13 gennaio 1991) per due mandati consecutivi, sino al 9 marzo 1996. È stato europarlamentare fino al 2004.
Ha ideato la cosiddetta presidenza aperta, una serie di tour in tutto il paese, ognuno dei quali affronta una questione particolare, come la particolare regione del Portogallo. Anche se generalmente ben accolto dal pubblico, alcuni hanno affermato che stava criticando il governo e superando il suo ruolo costituzionale. Altri hanno dichiarato che le visite erano nello stile delle corti medievali. Eppure il nome si è bloccato per le iniziative presidenziali di oggi dello stesso tipo.
È stato iniziato in Massoneria nel 1972, nella loggia Les Compagnons Ardents appartenente alla Grande Loge di Francia, quando era rifugiato politico in questo Paese.

### Candidatura per un terzo mandato come Presidente della Repubblica
Lontano dalla politica attiva, pur assumendo la figura di maggior riferimento del PS, Soares sorprese il paese accettando, nel 2005, un ritorno alla disputa per la posizione di Presidente della Repubblica. Fu così, annunciato come secondo candidato - dopo Jerónimo de Sousa, candidato sostenuto dal PCP - quale sarebbe stato per un terzo mandato senza precedenti.
La ragione del suo ingresso nella corsa non fu né più né meno che impedire a José Sócrates, allora segretario generale del PS, di sostenere il candidato Manuel Alegre, alcuni colpi di scena di questo storico PS con i padroni di casa del proprio partito - Alegre era stato un avversario di Socrate nelle elezioni interne del PS nel 2004, rappresentando una corrente ideologica completamente opposta a quella di Socrate.
Nelle elezioni presidenziali tenutesi il 22 febbraio 2006, Soares vinse solo il terzo posto, con il 14% dei voti, e fu addirittura dietro alla candidatura (che finì per non avere il sostegno parziale) di Manuel Alegre.
Le elezioni sono state vinte a maggioranza assoluta (e quindi al primo turno) da Aníbal Cavaco Silva.

### Dopo le elezioni Presidenziali del 2006

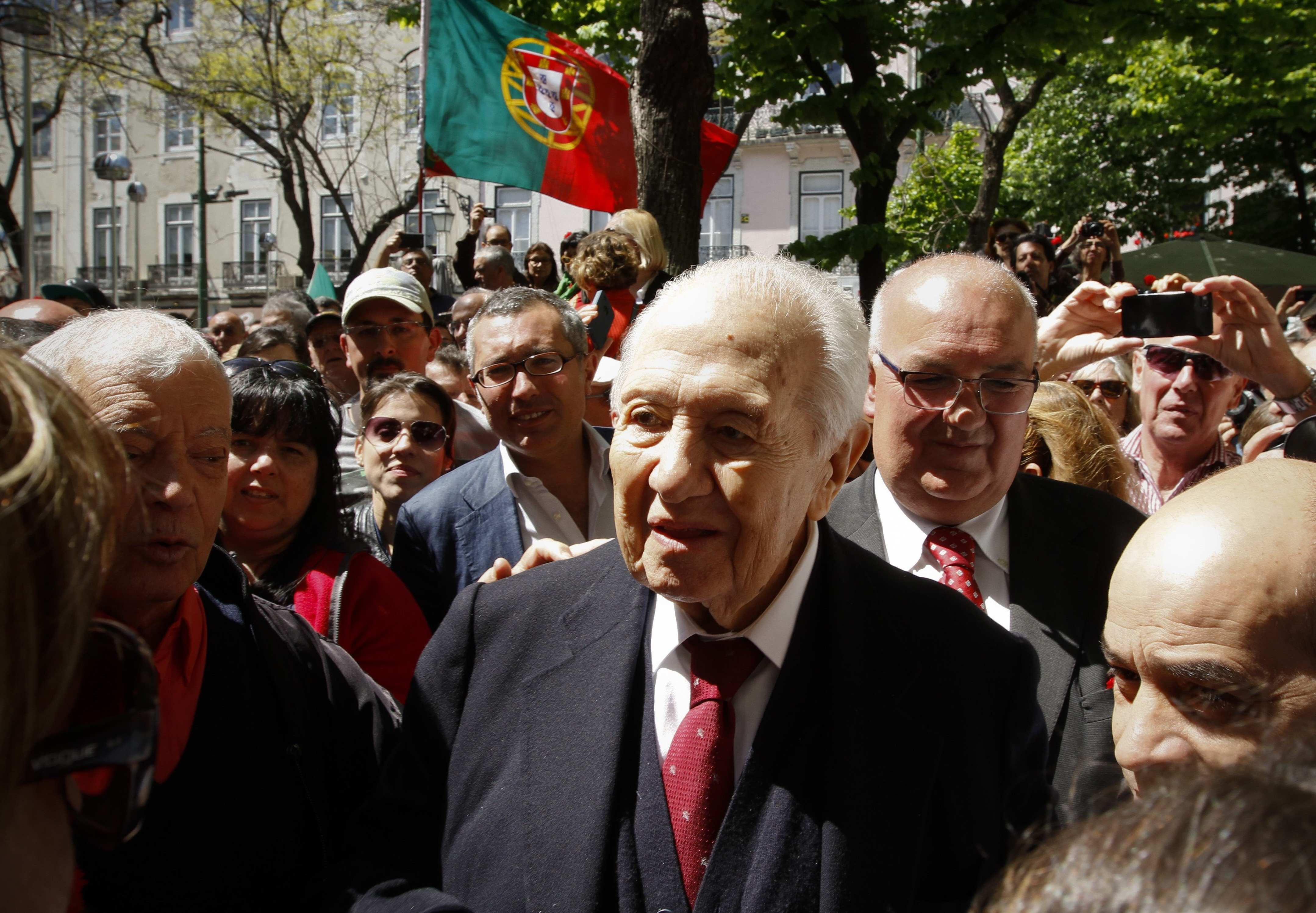
Mário Soares (al centro) durante le celebrazioni del 40º anniversario della Rivoluzione dei Garofani, il 25 aprile 2014

Nel 2007 è stato nominato presidente della Commissione per la libertà religiosa. Ha inoltre presieduto la giuria del Premio Félix Houphouët-Boigny dell'UNESCO dal 2010 ed è stato patrono dell'International Ocean Institute dal 2009 fino alla sua morte.
L'11 ottobre 2010 ha ricevuto il Dottorato Honoris causa dall'Università di Lisbona, in occasione delle celebrazioni del centenario dello stesso, in coincidenza con le celebrazioni del centenario della Repubblica portoghese (5 ottobre).
Con 89 anni è stata scelta la personalità dell'anno 2013 dalla stampa estera, stabilita in Portogallo.
Il 25 aprile 2016, ha ricevuto la chiave della città di Lisbona, il presidente della CML, Fernando Medina, la più alta distinzione attribuita dal comune a personalità con rilevanza nazionale e internazionale.

## Morte

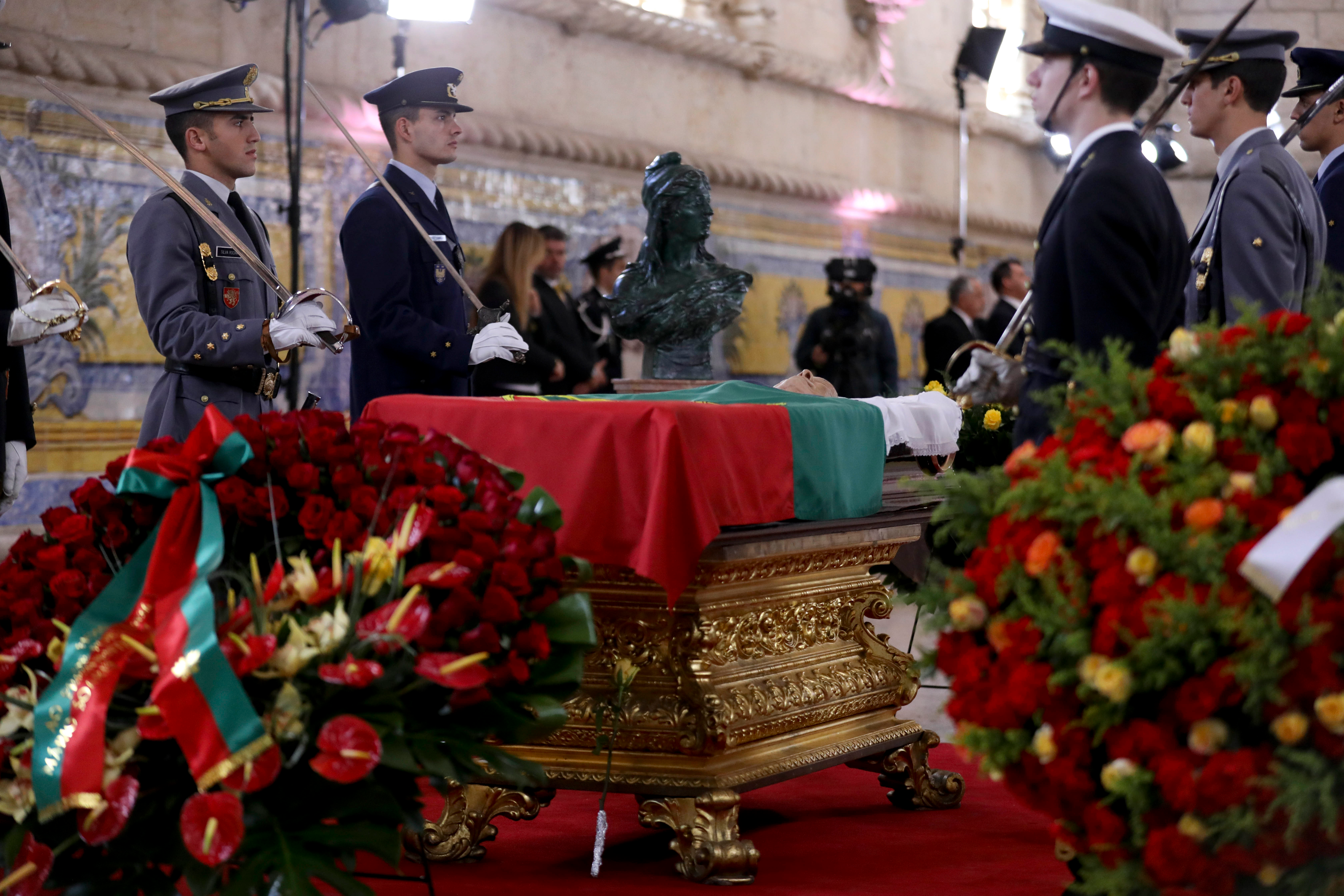
Esposizione pubblica della salma di Mário Soares al Monastero dos Jerónimos, Lisbona, 10 gennaio 2017

Mário Soares morì alle 15:28 del 7 gennaio 2017, dopo essere stato ricoverato per più di due settimane all'ospedale della Croce Rossa a São Domingos de Benfica in coma profondo.
Dopo l'esposizione della salma presso la camera ardente all'interno del monastero dos Jerónimos e i solenni funerali di Stato, fu sepolto il 10 gennaio 2017 a Lisbona nel Cemitério dos Prazeres, nella freguesia di Estrela.

## Onorificenze

### Onorificenze portoghesi
Come Presidente della Repubblica:
Personalmente è stato insignito dei titoli di: